# HES-Präzisionsteile Hermann Erkert

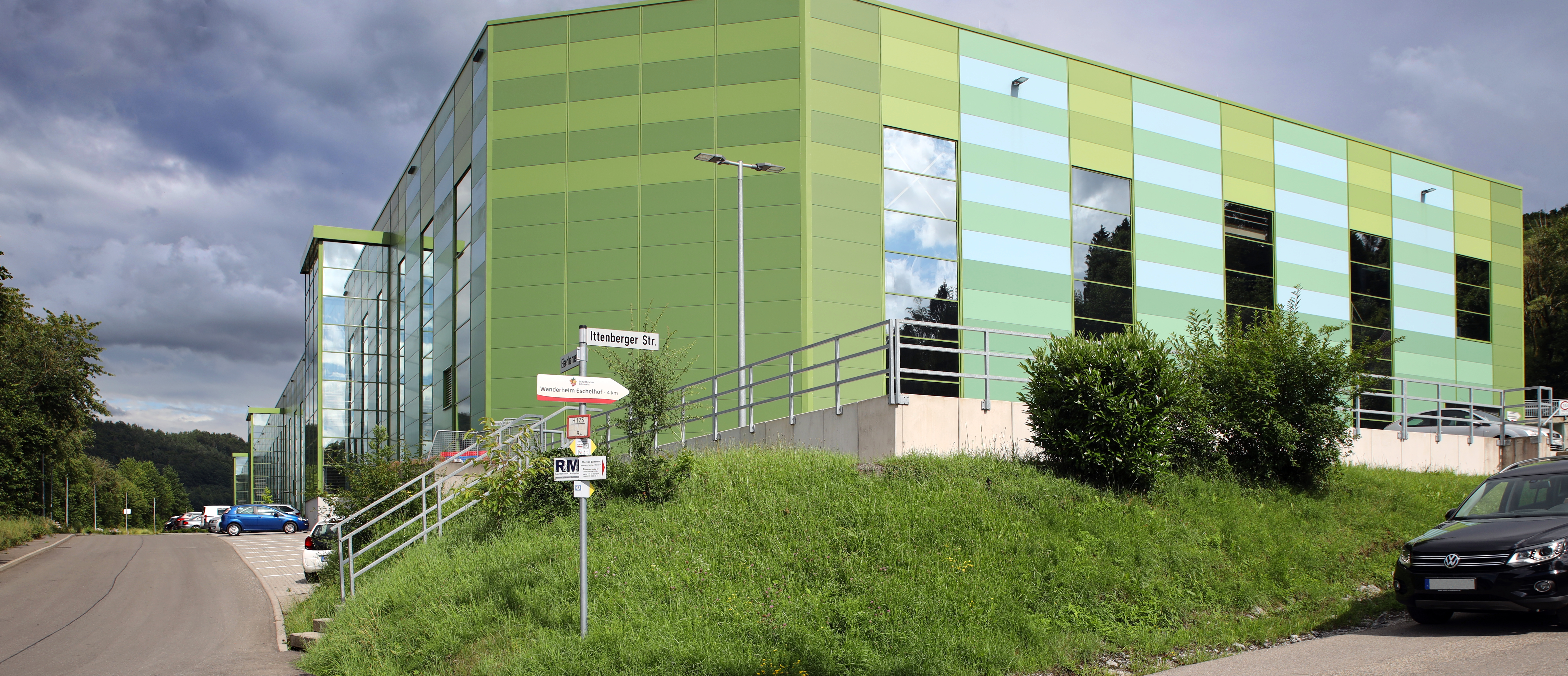
Das Werk 4

Die HES-Präzisionsteile Hermann Erkert GmbH wurde 1935 durch Hermann Erkert gegründet und ständig vergrößert. Heute produziert das Unternehmen in vier Werken in Sulzbach an der Murr im Rems-Murr-Kreis in Baden-Württemberg Präzisionsteile für die Autoindustrie. Mit einem äußerst hohen Anteil an Automatisierung bearbeiten mehrere hundert Roboter die Metallteile und drehen, schleifen, fräsen, verzahnen und tieflochbohren vollautomatisiert.